# Mathilde Wantenaar
Mathilde Wantenaar (* 1993 in Amsterdam) ist eine niederländische Komponistin.

## Leben
Wantenaar studierte ab 2011 am Conservatorium van Amsterdam klassische Komposition bei Willem Jeths und Wim Henderickx sowie im Nebenfach Klavier, Cello, klassischen Gesang und fortgeschrittene Rhythmik. Sie schloss ihr Kompositionsstudium 2016 nach der Uraufführung ihrer ersten Kammeroper ab und wurde anschließend am Koninklijk Conservatorium Den Haag aufgenommen, wo sie klassischen Gesang bei Rita Dams und Noa Frenkel studierte. Im Jahr 2019 erhielt Wantenaar ihren ersten Auftrag für ein Orchesterwerk (Prélude à une nuit américaine) für das Philharmonische Orchester Rotterdam sowie einen Opernauftrag (Een lied voor de maan) für die Niederländische Nationaloper.
Die Komponistin schreibt Werke für Solo- und Vokalmusik, Kammer- und Symphonieorchester, sowie Kammeropern und Kammermusik.

## Auszeichnungen und Wettbewerbe
- 2011: Preis des Königlichen Konservatoriums für junge Talente (Koninklijk Conservatorium Prijs voor Jong Talent)
- 2012: Donemus-Preis zur Förderung von Komponistinnen (Donemus Aanmoedigingsprijs voor vrouwelijke componisten) und Auftrag zur Komposition des Werks Stemmingswisselingen.
- 2014: Alba Rosa Viëtor Kompositionspreis für das Werk Sprookjes 1, 2 & 3 (1. Preis und Publikumspreis).
- 2015: Prinses Christina Compositie Concours für das Werk Hooglied (2. Preis)
- 2017: 64. Internationales Rostrum der Komponisten für das von Liza Ferschtman beauftragte Werk Oktett für Streicher
- 2023: Buma Classical Award, niederländischer Musikpreis der Stiftung Buma Cultuur

## Werke (Auswahl)
- 2018 Zomernacht. Werk für fünf Frauenstimmen a cappella im Auftrag Frits Prior zum Text von C.O. Jellema.
- 2018 Damokles. Werk für Celloquartett im Auftrag der Cello Biënnale 2018.
- 2018 Spring in War-Time. Werk für Bariton und Klavier zu einem Text von Sara Teasdale. In Auftrag gegeben und aufgeführt von Raoul Steffani und Daan Boertien während ihrer Dutch Classical Talent Tournee.
- 2018 De stille weg. Werk für fünf Stimmen, Klavier und Violine zum Text von Herman Gorter im Auftrag des Festival De Muze van Zuid.
- 2018 A Haunted House. Werk für Kammerorchester und Solo-Sopran. Auftragswerk vom Nederlands Studenten Kamerorkest.
- 2019 Prélude à une nuit américaine. Werk für Sinfonieorchester. In Auftrag gegeben und aufgeführt vom Philharmonischen Orchester Rotterdam unter der Leitung von André de Ridder.
- 2019 Dit zijn de bleeke, bleeklichte weken. Chorwerk zum Text von Herman Gorter. Auftragswerk der NTR ZaterdagMatinee und Uraufführung durch den Niederländischen Rundfunkchor unter der Leitung von Philipp Ahmann.
- 2019 Nachtmuziek. Werk für Streichorchester im Auftrag der Amsterdam Sinfonietta.
- 2019 Arrangement: Sweelinck, 6 Variationen Mein junges Leben hat ein End. Werk für Streichquartett im Auftrag der Amsterdam Sinfonietta.
- 2020 Een lied voor de maan. Kammeroper in drei Akten für fünf Stimmen und sechs Instrumente im Auftrag der Niederländischen Nationaloper.[3]
- 2020 Het lied van de mol. Stück für Kinderchor, Mezzosopran, Klarinette, Violine, Cello und Klavier. Adaption der Originaloper Een lied voor de maan im Auftrag der Niederländischen Nationaloper für das Kinderkorenfestival 2020.
- 2020 La canzone del piccolo uccellino. Werk für Piccoloflöte und Vibraphon oder Klavier. Auftragswerk von Het Benelux Fluitconcours. Uraufführung durch Ilonka Kolthof.
- 2020 Ich hatte viel Bekümmernis: Hier ist ja lauter Nacht. Stück für Mezzosopran und Streichquartett. Auftragswerk der Nijmeegse Stichting voor Kamermuziek.
- 2020 Fanfare to break the silence. Werk für Blechbläser und Schlagzeug. Auftragswerk des Philharmonischen Orchesters Rotterdam.[4]
- 2020 We’ll never let you down (1. Akt). Kammeroper über Jacqueline du Pré für Bariton/Schauspieler, Cello/Schauspieler und Klavier. 1. Akt von Mathilde Wantenaar, 2. Akt von Max Knigge und 3. Akt von René Samson. Auftragswerk von Doris Hochscheid.
- 2023 Accordeon Concerto für Vincent van Amsterdam. Welturaufführung am 8. Dezember 2023 durch das ORF Radio-Symphonieorchester Wien unter der Leitung von Markus Poschner.[5][2][6]